# Darío Scotto
Darío Oscar Scotto (Buenos Aires, Argentina, 1 de septiembre de 1969) es un exfutbolista argentino que jugaba como delantero. Debutó en 1987 en el Club Atlético Platense, del barrio de Saavedra y se retiró en 2003. Logró un título con C. D. Santiago Wanderers y el subcampeonato de la Copa Conmebol 1998 con el C. A. Rosario Central.

## Clubes
| Club                     | País      | Año       |
| ------------------------ | --------- | --------- |
| C. A. Platense           | Argentina | 1987-1992 |
| Real Sporting de Gijón   | España    | 1992      |
| Necaxa                   | México    | 1993      |
| C. A. Rosario Central    | Argentina | 1994-1995 |
| C. A. Boca Juniors       | Argentina | 1995-1996 |
| C. A. Rosario Central    | Argentina | 1996-1997 |
| Club de Gimnasia y Tiro  | Argentina | 1997      |
| A. A. Argentinos Juniors | Argentina | 1998-2000 |
| Club Cerro Porteño       | Paraguay  | 2000      |
| C. D. Santiago Wanderers | Chile     | 2001      |
| Estudiantes de Medicina  | Perú      | 2002      |
| Club Aurora              | Bolivia   | 2003      |

## Palmarés

### Campeonatos nacionales
| Título           | Equipo             | País  | Año  |
| ---------------- | ------------------ | ----- | ---- |
| Primera División | Santiago Wanderers | Chile | 2001 |